# Campionati mondiali juniores di bob 1991
I Campionati mondiali juniores di bob 1991, quinta edizione della manifestazione organizzata dalla Federazione Internazionale di Bob e Skeleton, si sono disputati a Cortina d'Ampezzo, in Italia, sull'omonima pista olimpica (dal 2003 intitolata al pluricampione olimpico e mondiale Eugenio Monti), il tracciato sul quale si svolsero le competizioni del bob ai Giochi di Cortina d'Ampezzo 1956. La località veneta sita ai piedi delle Dolomiti ha quindi ospitato le competizioni mondiali di categoria per la prima volta nel bob a due uomini e nel bob a quattro.

## Risultati

### Bob a due uomini
La gara si è disputata nell'arco di due manches.
| Pos. | Atleti                           | Nazione     | Tempo   | Distacco |
| ---- | -------------------------------- | ----------- | ------- | -------- |
|      | Sepp Dostthaler Mike Sehr        | Austria     | 1:49.66 |          |
|      | Stefan Marty Marcel Siegenthaler | Svizzera    | 1:50.69 | +1.03    |
|      | Sean Olsson Paul Field           | Regno Unito | 1:50.71 | +1.05    |
| 4    | Jan Lehmann Ulf Hielscher        | Germania    | 1:50.83 | +1.17    |
| 5    | Peter Hinz Andreas Reisch        | Germania    | 1:50.97 | +1.31    |
| 6    | Kurt Einberger Christian Swette  | Austria     | 1:52.00 | +1.34    |
| ...  | ...                              | ...         | ...     | ...      |

### Bob a quattro
La gara si è disputata nell'arco di due manches.
|     | Jan Lehmann Ulf Hielscher Sven Jacob Sven Rühr | Germania    |     |     |
|     | Sepp Dostthaler Mike Sehr Peter Bork Axel Roos | Germania    |     |     |
|     | nd                                             | Regno Unito |     |     |
| ... | ...                                            | ...         | ... | ... |

## Medagliere
| Posizione | Nazione     | Oro | Argento | Bronzo | Totale |
| --------- | ----------- | --- | ------- | ------ | ------ |
| 1         | Germania    | 2   | 1       | 0      | 3      |
| 2         | Svizzera    | 0   | 1       | 0      | 1      |
| 3         | Regno Unito | 0   | 0       | 2      | 2      |
| Totale    | Totale      | 2   | 2       | 2      | 6      |